# Ivan Abramson
Pour les articles homonymes, voir Abramson.
Ivan Abramson (né le 3 septembre 1870 à Vilnius, alors dans l'Empire russe, et mort le 15 septembre 1934 à Manhattan) est un réalisateur de films muets américains actifs dans les années 1910 et 1920.

## Filmographie

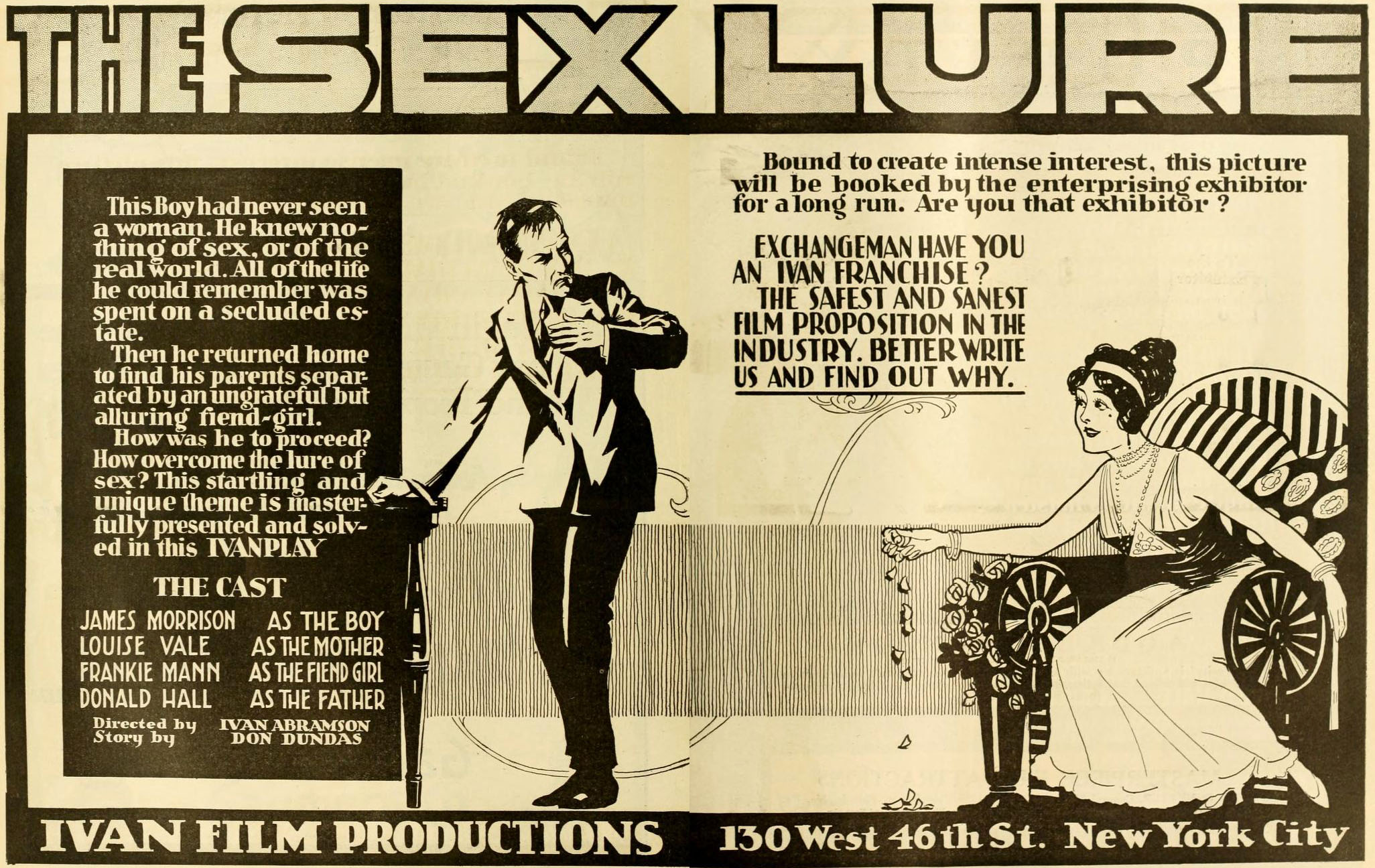
The Sex Lure (1916)

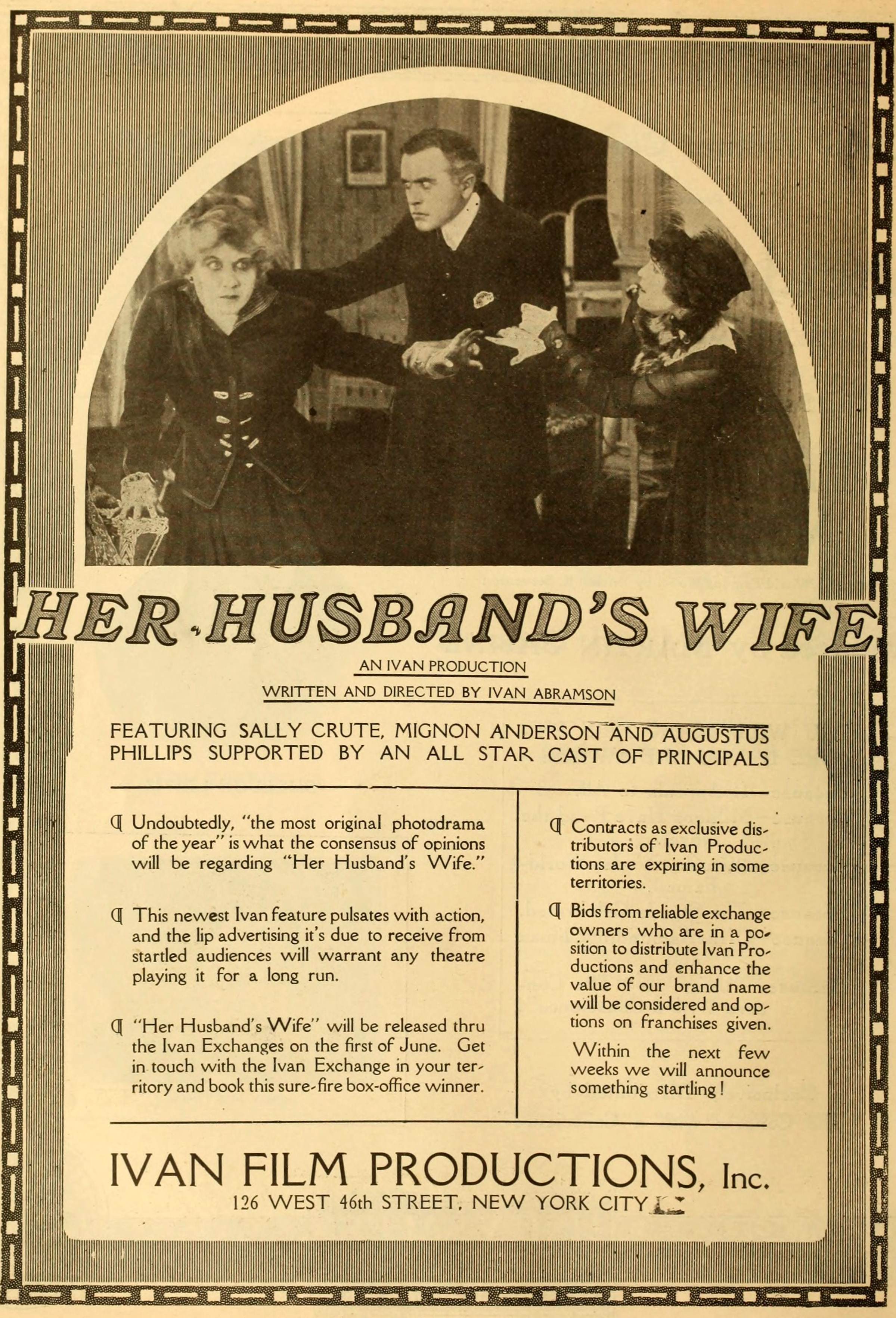
Her Husband's Wife (1916)

- 1914 : Sins of the Parents
- 1914 : Should a Woman Divorce?
- 1915 : A Mother's Confession
- 1915 : Forbidden Fruit
- 1916 : The Sex Lure
- 1916 : A Fool's Paradise
- 1917 : One Law for Both
- 1917 : Married in Name Only
- 1917 : Enlighten Thy Daughter
- 1918 : When Men Betray
- 1918 : Ashes of Love
- 1919 : The Echo of Youth
- 1920 : A Child for Sale
- 1922 : Wildness of Youth
- 1923 : East and West
- 1924 : I Am the Man
- 1924 : Meddling Women